# Oijen (Brabant-Septentrional)
Pour les articles homonymes, voir Oijen.
Oijen est un village de la commune néerlandaise d'Oss dans la province du Brabant-Septentrional, sur la rive gauche de la Meuse.

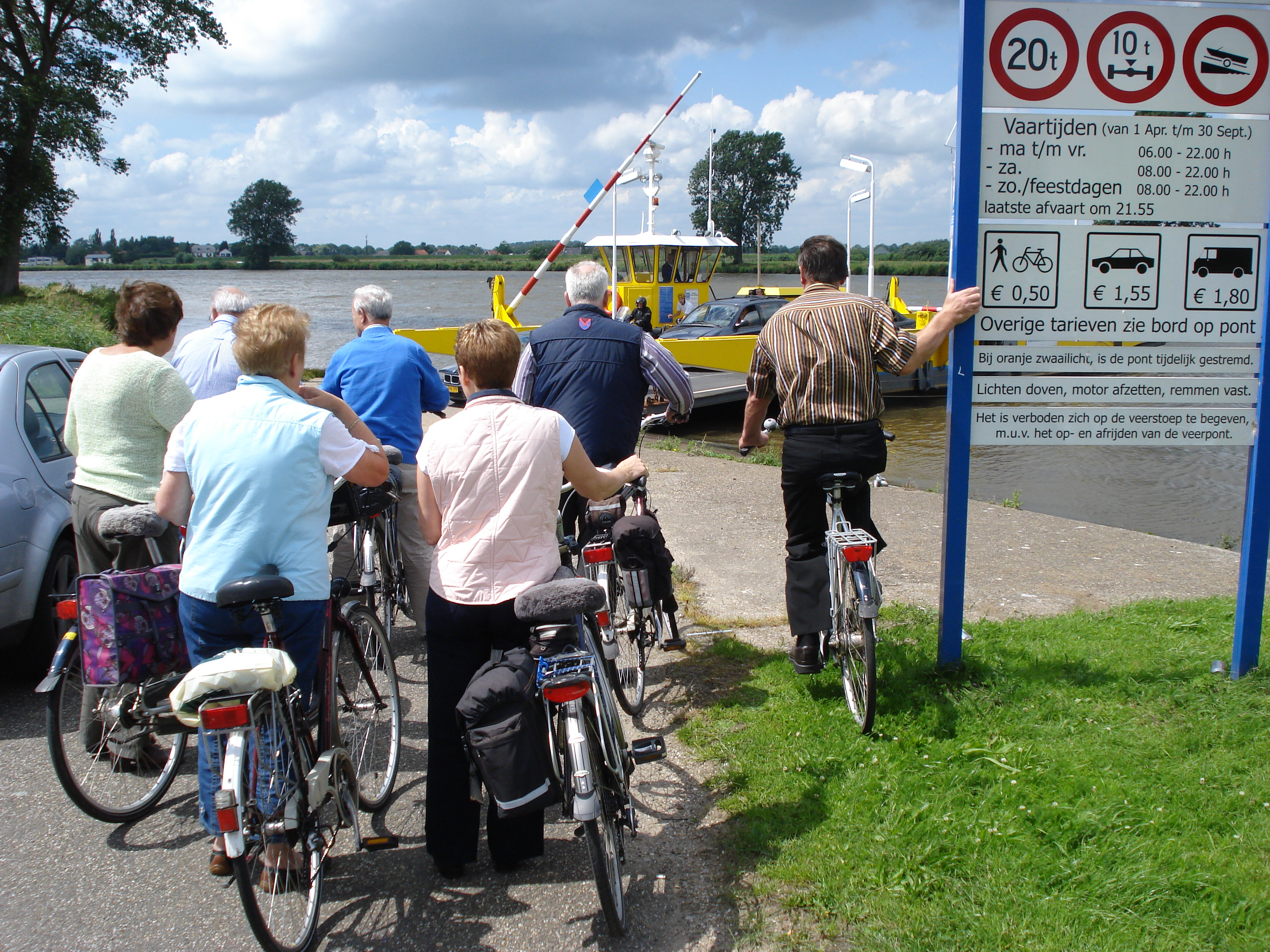
Oijen, l'arrivée du bac sur la Meuse.

Le 1er janvier 2007, Oijen compte 1 128 habitants.

## Le nom
Ooi signifie près de l'eau, dans l'eau. Plusieurs villages dans un méandre, existant ou ancien, de la Meuse ont le fragment Ooi dans leur nom. Ainsi Oijen.

## Histoire
Villa Oya est mentionné au XIe siècle dans un acte Royal, confirmant que le domaine appartient en 1062 au chapitre des chanoines du Saint Servais à Maastricht; confirmation de cette propriété est donné dans un acte Papal en 1139. Oijen possédait à ce moment une église Saint Servais. Le premier propriétaire mentionné de Villa Oijen était Dirk van Meerheim, seigneur de Boxtel.
Le domaine et l'église sont vendus en 1361 à Marie de Brabant, la femme de Reinoud III, Duc de Gueldre. Elle frappait monnaie à Oijen et y avait un péage sur la Meuse. À sa mort en 1399, Oijen passe au Duché de Gueldre.
En 1511, la ville de Bois-le-Duc, devenu propriétaire, abat le premier château d'Oijen. Le château sera reconstruit et la Seigneurie Oijen connaitra plusieurs autres propriétaires. En 1836, un certain Smits, qui s'appelle ensuite Smits van Oyen, achète le château et les droits de la Seigneurie ; il donne les terres à ferme et il fait abattre le château, ne gardant que les communs. Ceux-là ont été restaurés en 1984.

## La paroisse

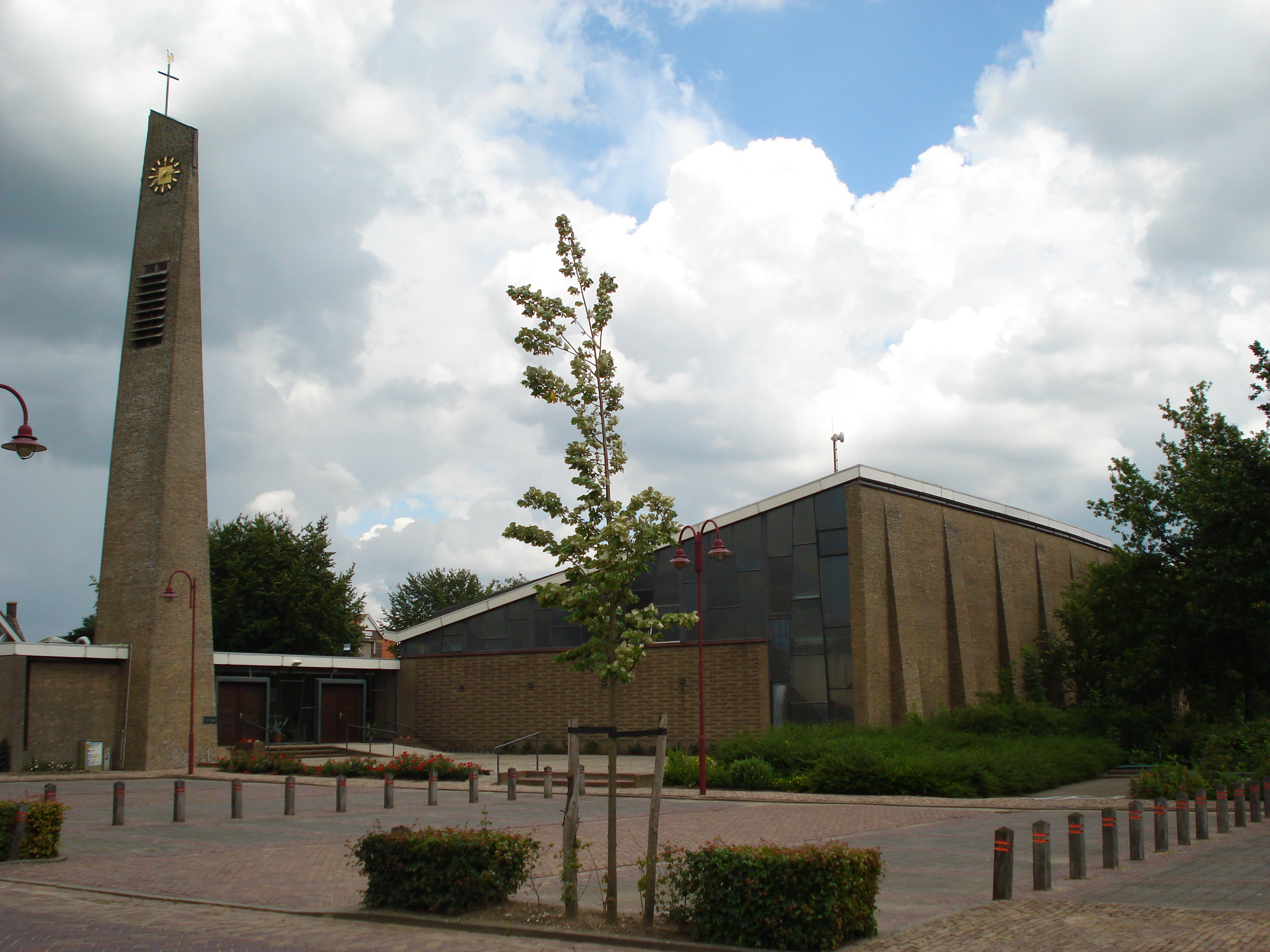
Oijen, l'église catholique.

Oijen formait avec Teeffelen une seule paroisse, mais chaque localité avait son propre église. Pendant la Guerre de Quatre-Vingts Ans, au moment de la Trêve de Douze Ans, 1609, le Duché de Gueldre avec Oijen passe aux États de Hollande et l'église d'Oijen devient temple protestant. Teeffelen au contraire, qui appartenait au comté de Megen, reste catholique et garde sa liberté de religion. Oijen a eu plus tard une grange-église, lieu d'asile pour les services catholiques officiellement défendues.

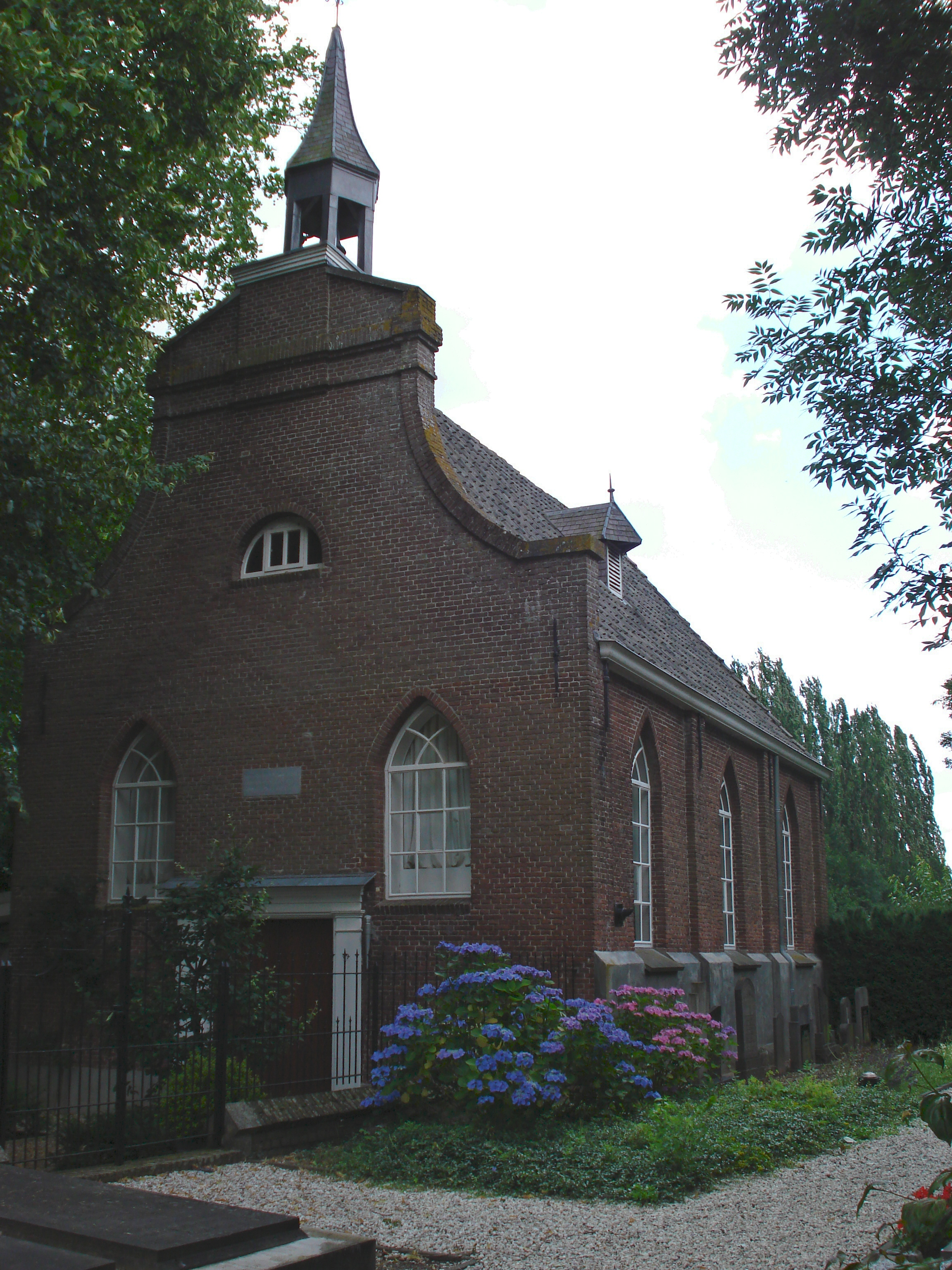
Oijen, le temple désaffecté.

Le Rampjaar 1672 était aussi une année de désastres pour Oijen, puisque la rue y compris la maison des archives a brûlé. Les révolutionnaires français, occupant le pays, ont nationalisé en 1800 le temple, ancienne église. Les archives disparus, les catholiques n'ont pas pu prouver leurs droits et ce n'est qu'après des frictions violentes que les protestants ont redonné le bâtiment aux catholiques. Les protestants ont dû attendre jusqu'à 1810 les subventions pour un nouveau temple. Pour les catholiques on a construit en 1837. L'église actuelle date de 1968.

## La commune
Oijen est resté territoire français jusqu'à la fondation du Royaume des Pays-Bas. À ce moment, Oijen retourne de Gueldre à la province du Brabant-Septentrional, et forme avec le village de Teeffelen l'ancienne commune de Oijen en Teeffelen. En 1939, l'ancienne commune de Oijen en Teeffelen est, en même temps que l'ancienne commune de Lithoijen, annexée par la commune de Lith

## Personnalités
- Vajèn van den Bosch, actrice, doubleuse, chanteuse et auteure-compositrice-interprète, née à Oijen.

## Sources

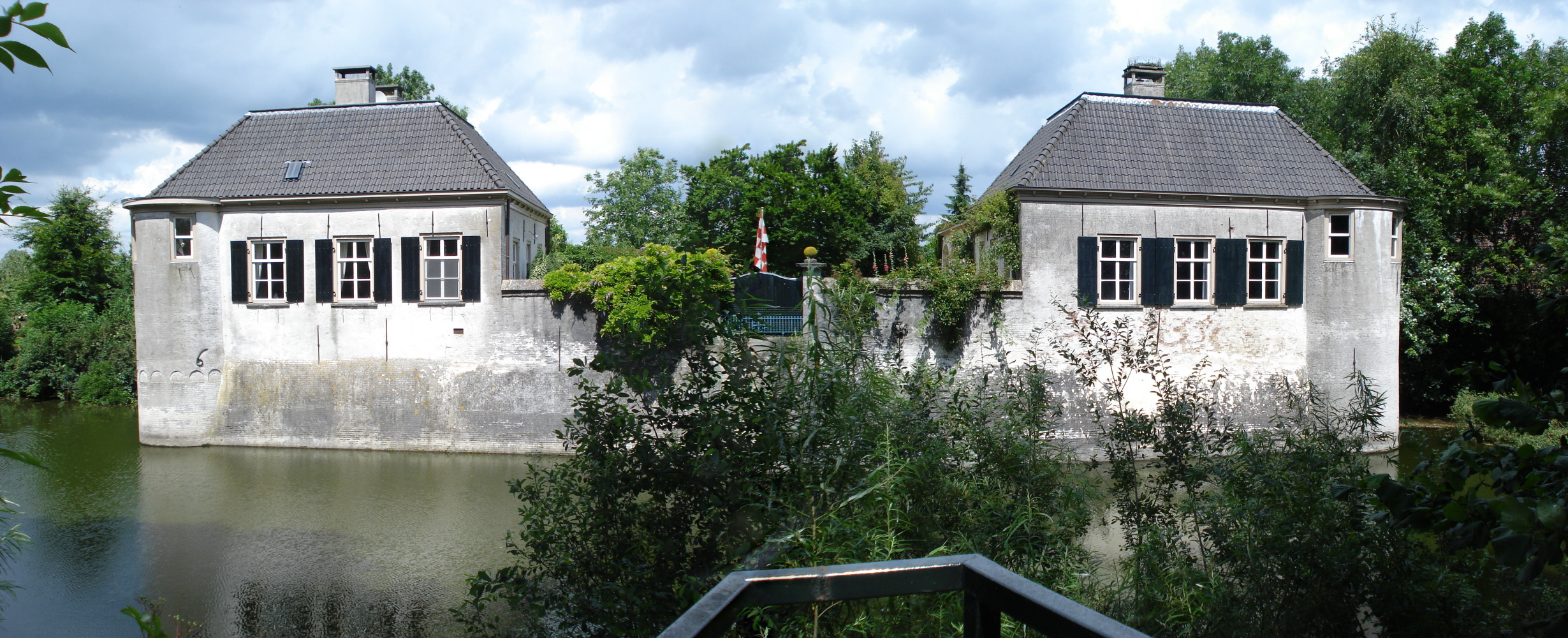
Oijen, le château.

- Oijen dans le site officiel de la commune de Lith